# Palazzo Nicolaci di Villadorata

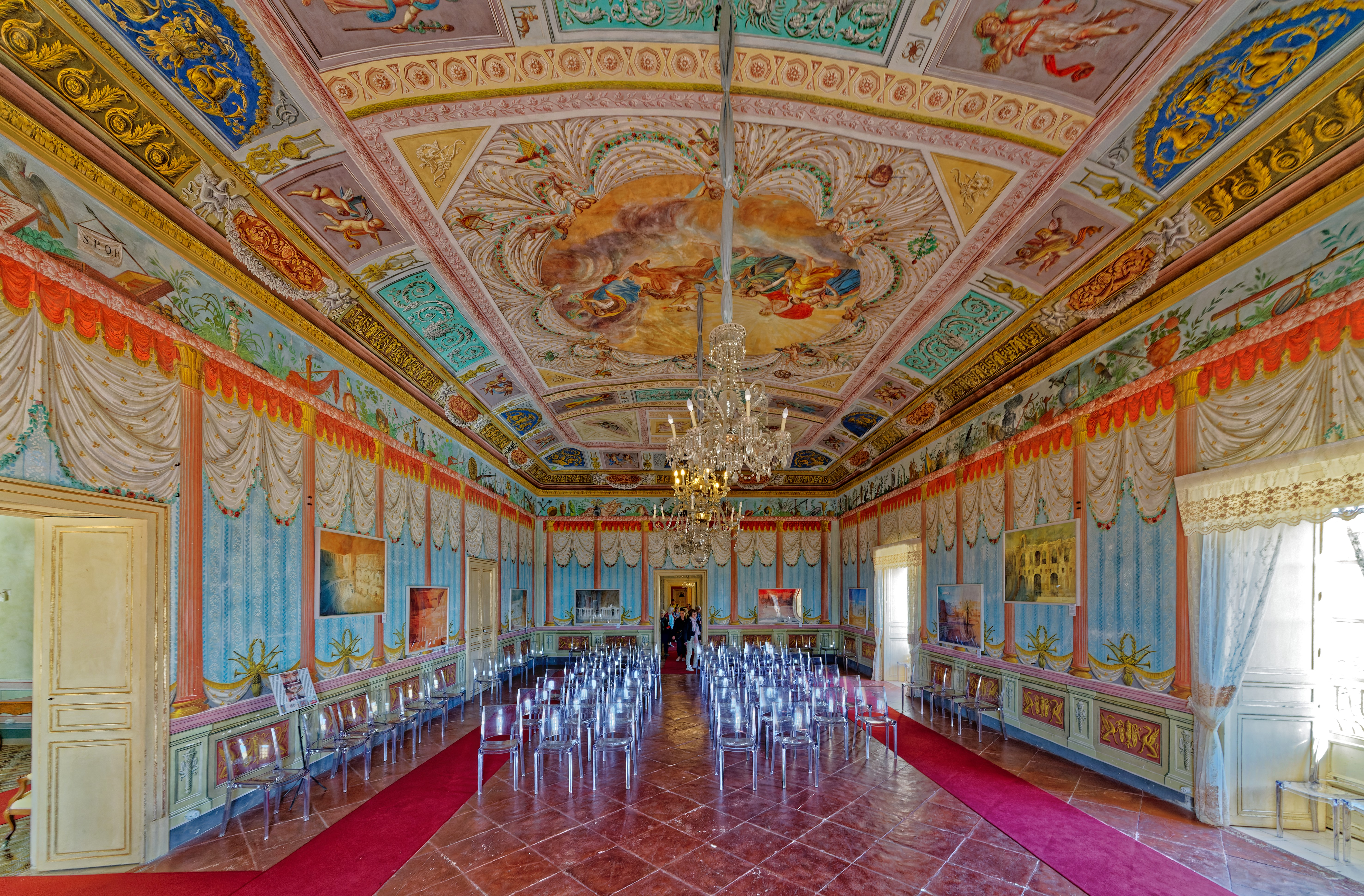
Il salone di Palazzo Nicolaci

Il Palazzo Nicolaci di Villadorata è uno storico edificio di Noto in Sicilia.

## Descrizione
Il palazzo   è sito in via Corrado Nicolaci, dove si svolge ogni anno l'Infiorata. La facciata, in stile barocco, è caratterizzata da un ampio portale fiancheggiato da due grandi colonne ioniche e sormontato da un balcone, nonché da sei balconi più piccoli (tre per lato), sorretti da mensoloni scolpiti uno in modo diverso dall'altro, con le sembianze di leoni, bambini, centauri, cavalli alati, chimere e sirene. L'interno è suddiviso in novanta vani, alcuni dei quali sfarzosamente decorati, come il salone delle Feste. Il pianterreno è sede della biblioteca comunale "Principe di Villadorata" che ospita nella sala lettura, la mostra permanente del pittore netino Antonello Rizza (1926 - 2012)  conosciuto come il pittore dell’Universo.  

I balconi del Palazzo Nicolaci
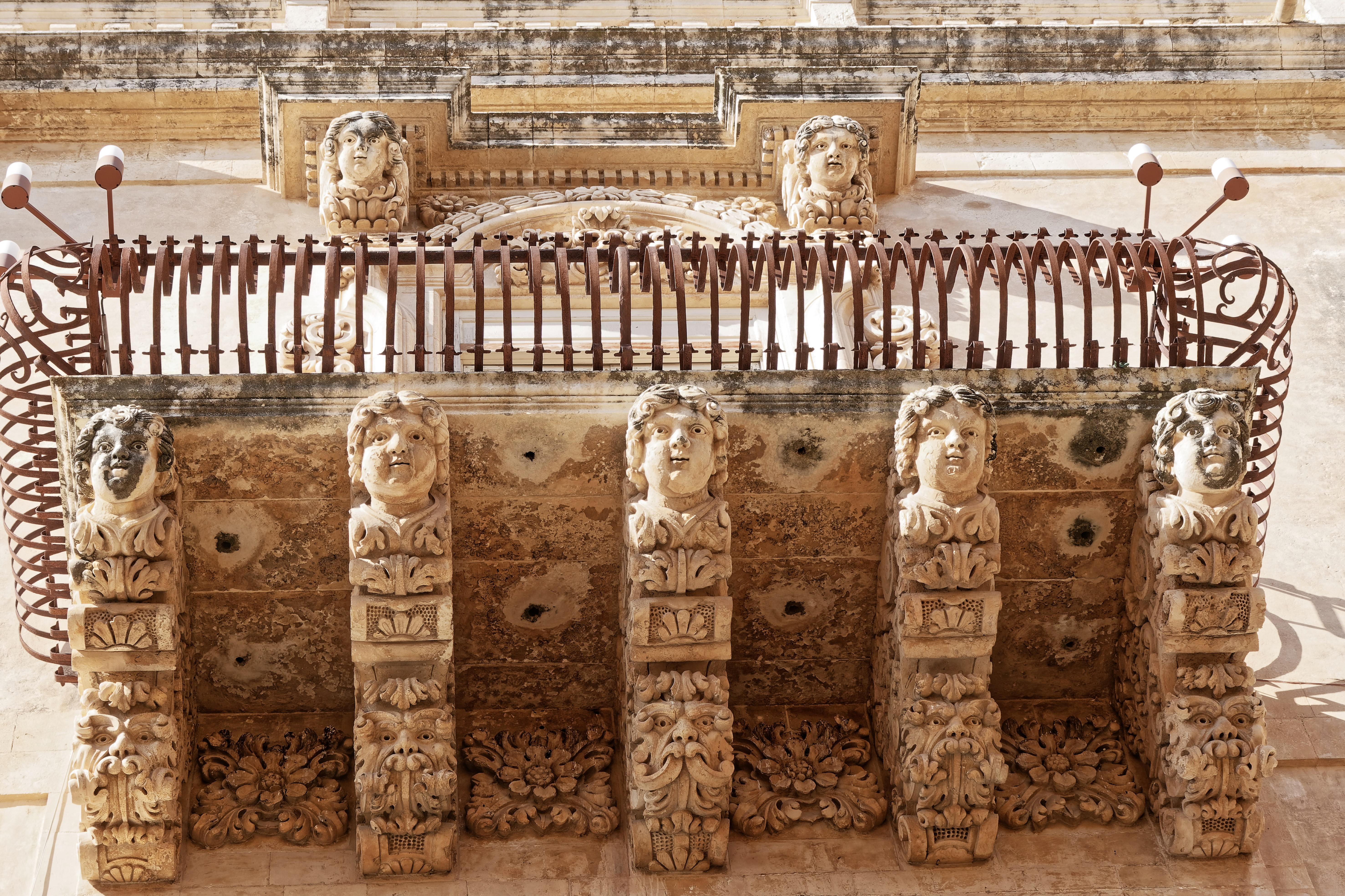
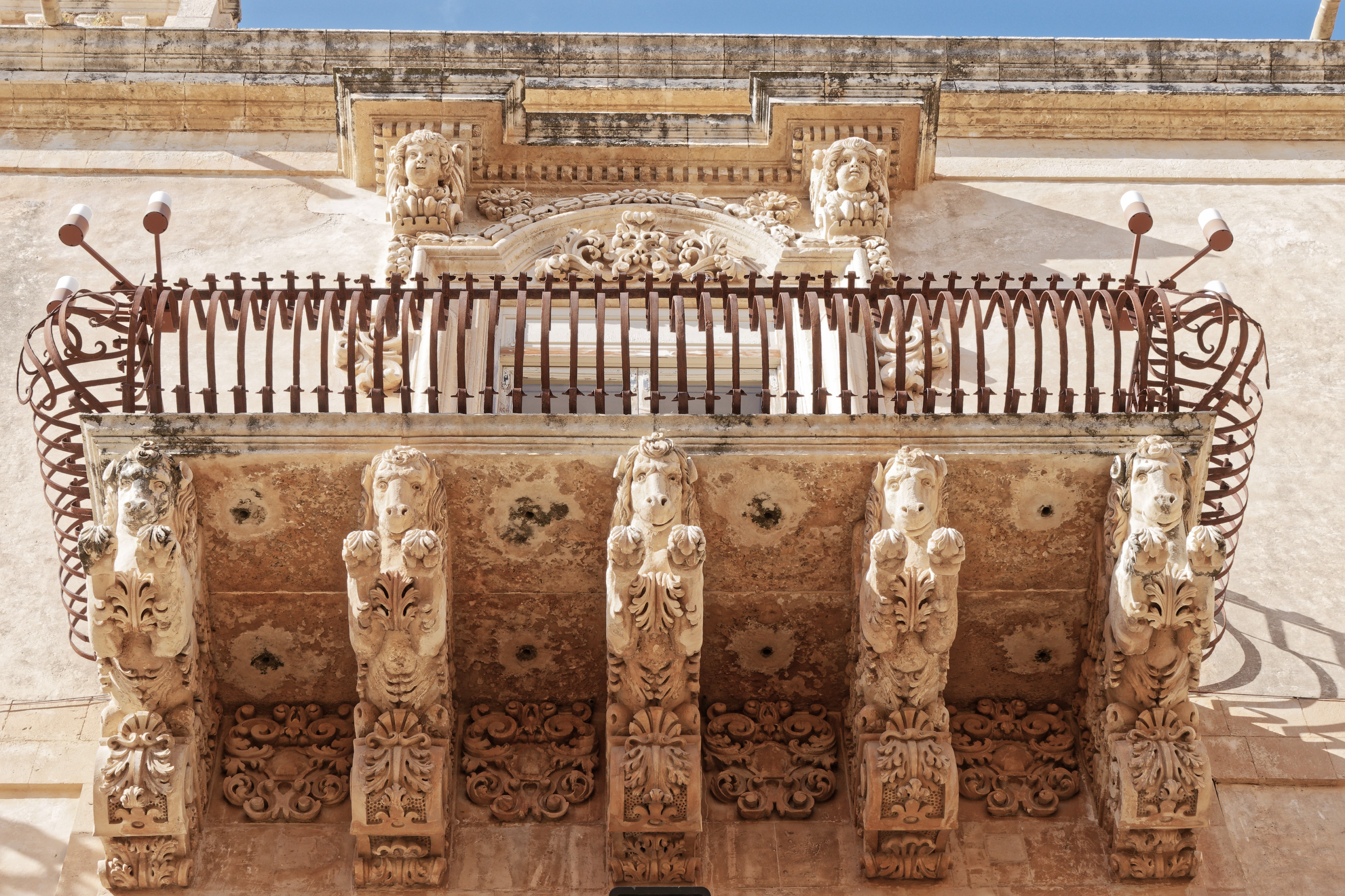
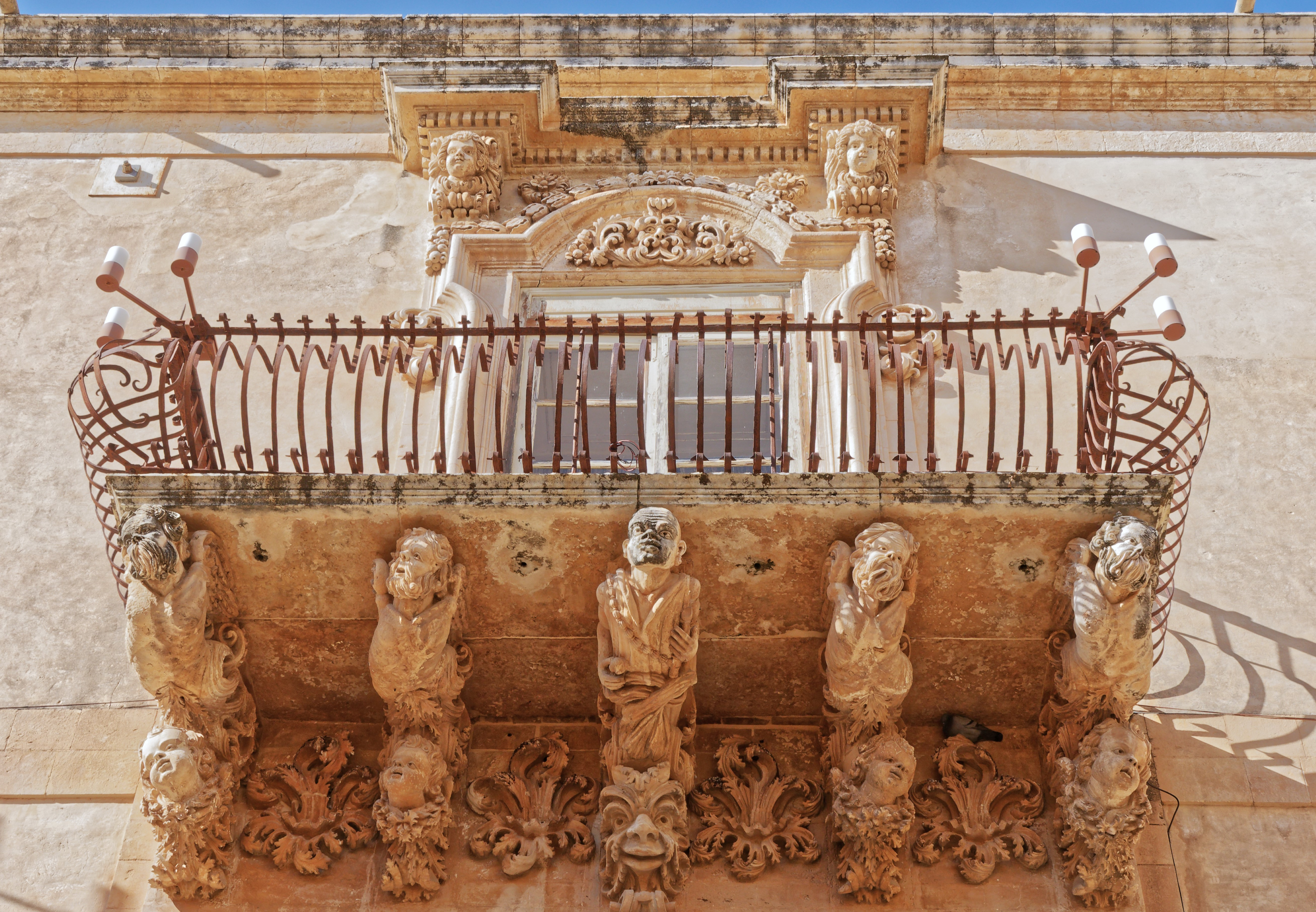
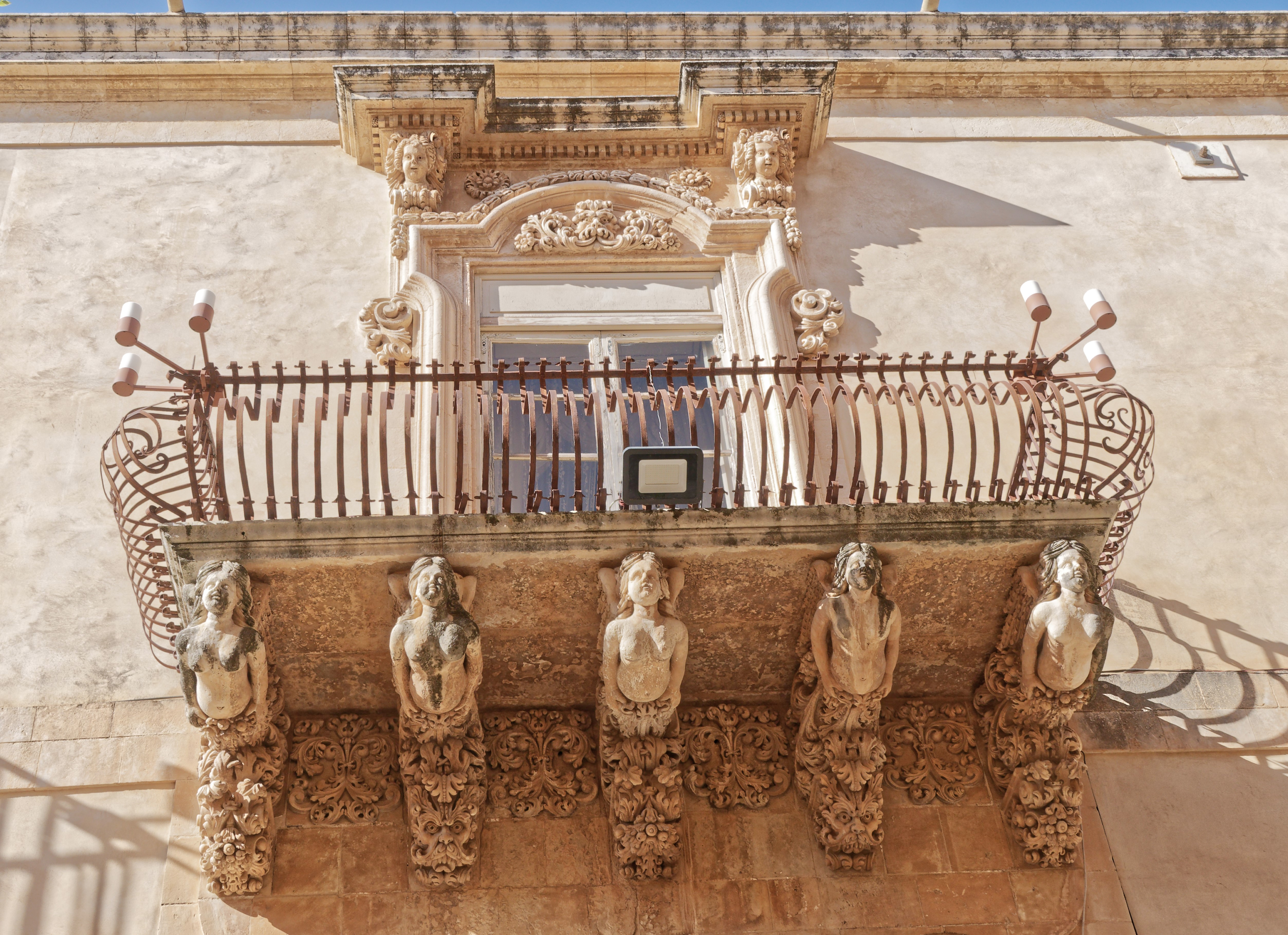
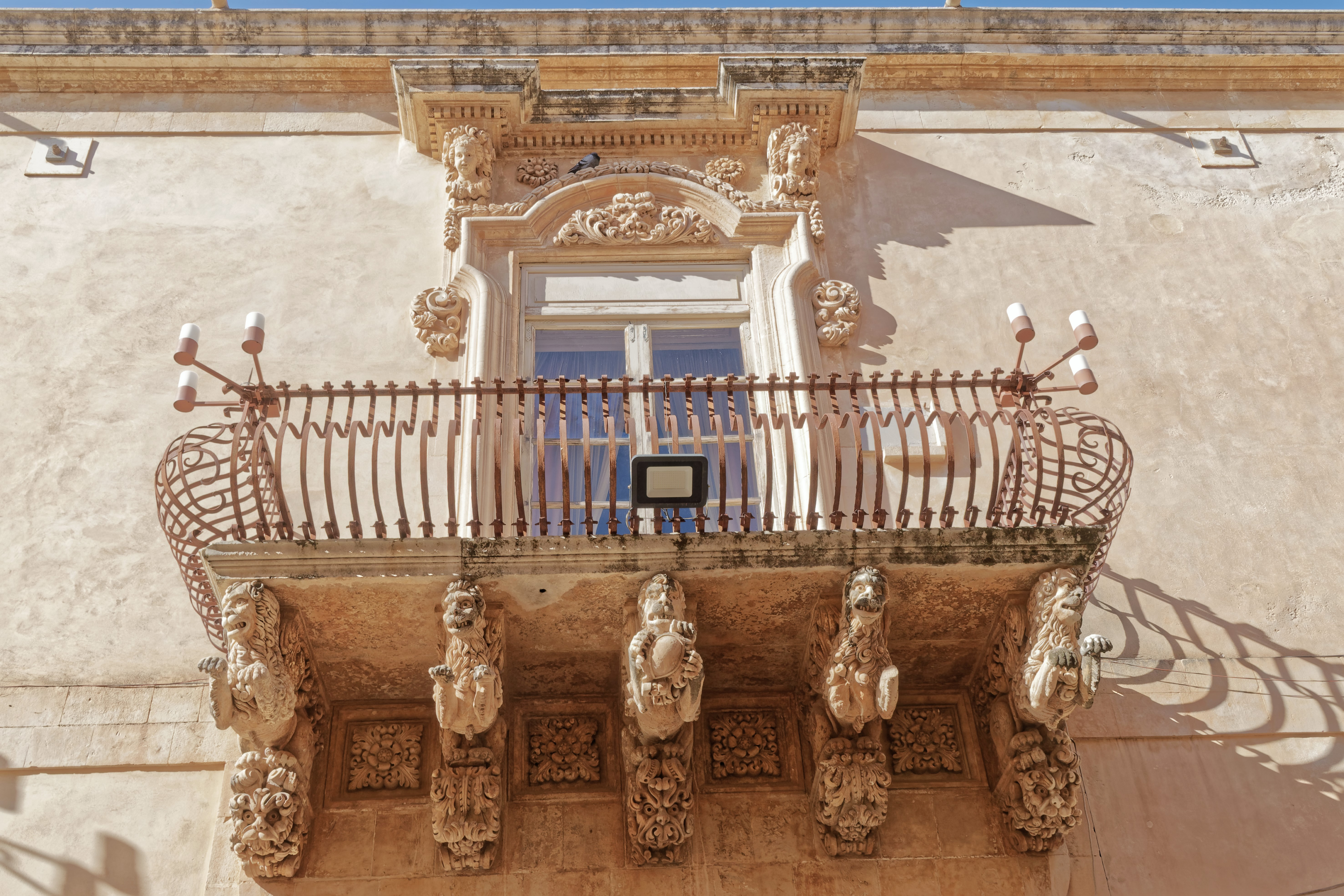
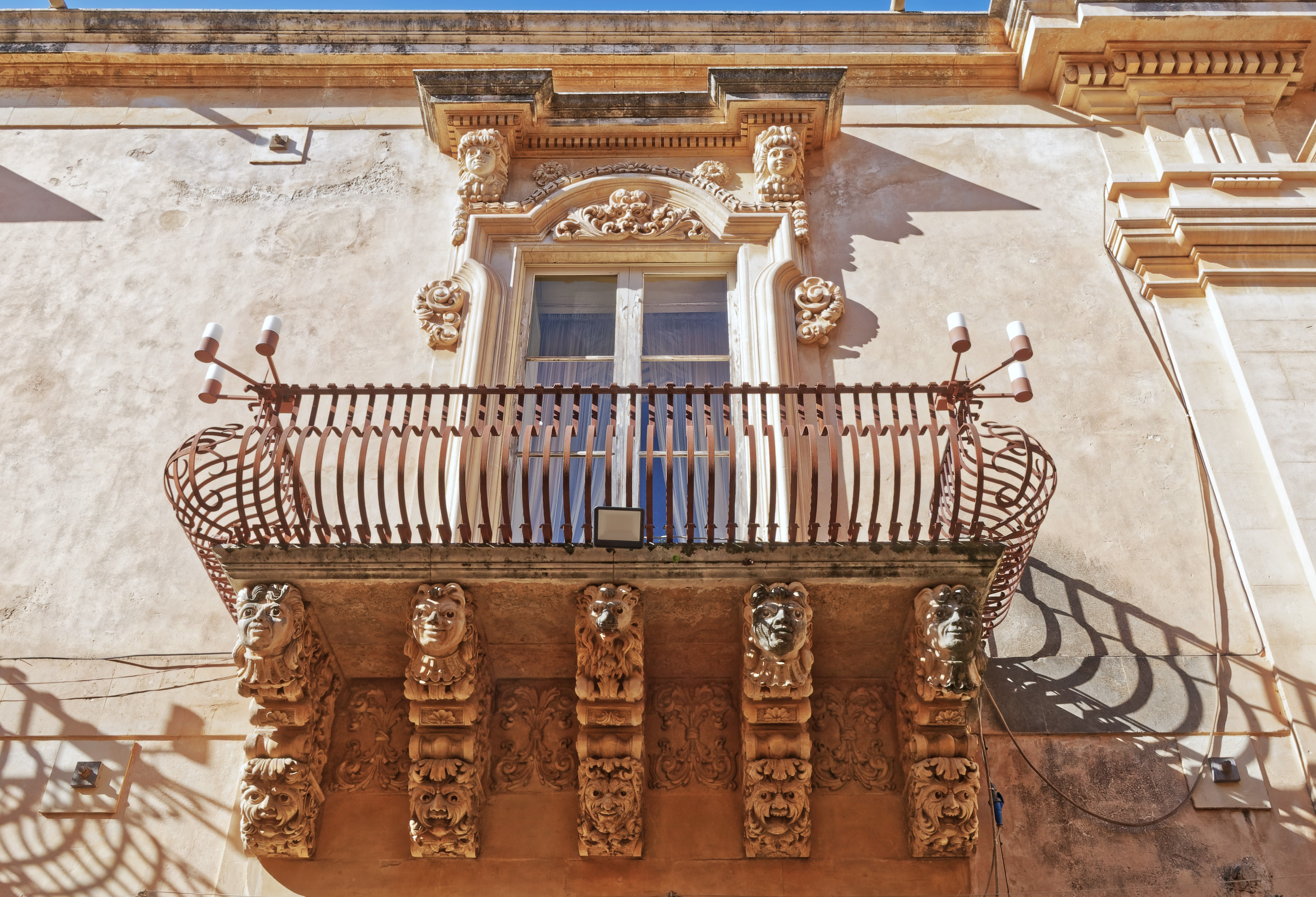